# Virbia ampla
Virbia ampla är en fjärilsart som beskrevs av Walker 1865. Virbia ampla ingår i släktet Virbia och familjen björnspinnare. Inga underarter finns listade i Catalogue of Life.